# بلدة فلمور (ميشيغان)
فيلمور (بالإنجليزية: Fillmore Township, Michigan) هي بلدة تقع بولاية ميشيغان في الولايات المتحدة. تبلغ مساحتها 73.5 (كم²)، وترتفع عن سطح البحر 207 م، بلغ عدد سكانها 2681 نسمة في عام تعداد الولايات المتحدة 2010 حسب إحصاء مكتب تعداد الولايات المتحدة وتصل الكثافة السكانية فيها 36.5 نسمة/كم2.

## وصلات خارجية
- www.fillmoretownship.com
- The US50 - Cities and Towns in Michigan State
- Michigan Cities and Towns, Facts, Map, Flag, Colleges, Government, and More